# Пеньялолен
Пеньялолен (исп. Peñalolén) — коммуна в Чили. Одна из городских коммун города Сантьяго. Коммуна входит в состав провинции Сантьяго и Столичной области.

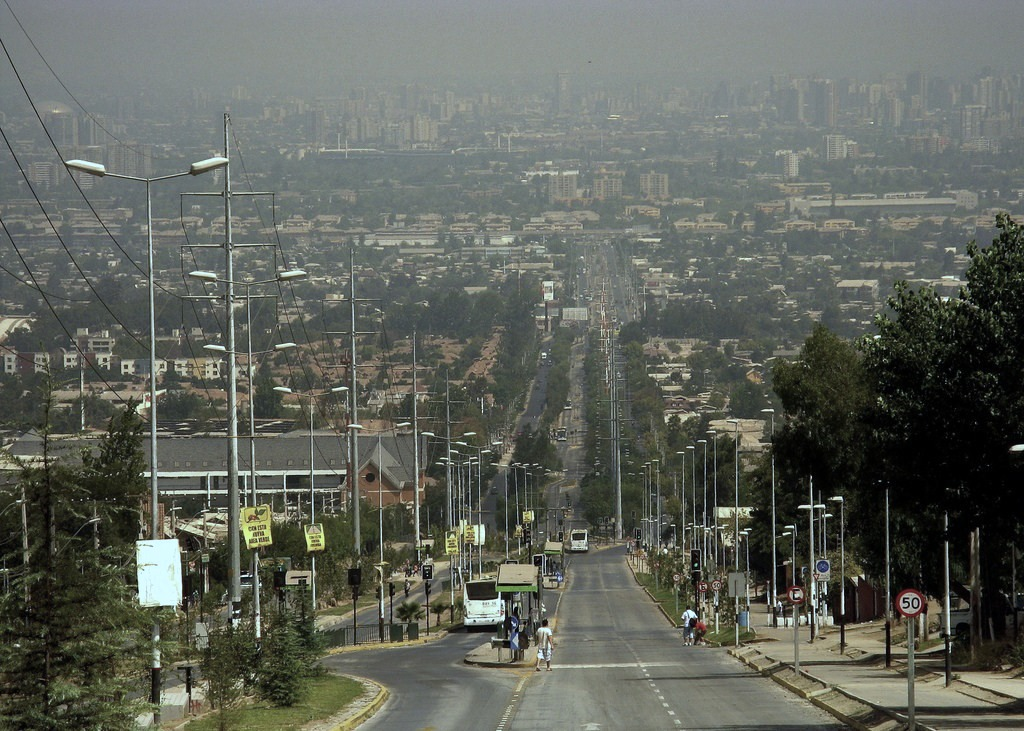
Вид на Греческий проспект из Пеньялолен-Альто.

Территория — 54 км². Численность населения — 241 599 жителей (2017). Плотность населения — 4474,1 чел./км².

## Расположение
Коммуна расположена на востоке города Сантьяго.
Коммуна граничит:
- на севере — c коммуной Ла-Рейна
- на северо-востоке — c коммуной Лас-Кондес
- на юге — c коммуной Ла-Флорида
- на западе — c коммунами Нуньоа, Макуль

## Демография
Согласно сведениям, собранным в ходе переписи 2017 г. Национальным институтом статистики (INE),  население коммуны составляет:
| Полное население                          | Полное население                          | Полное население                          | Полное население                          | Полное население                          | 241 599 |
| ----------------------------------------- | ----------------------------------------- | ----------------------------------------- | ----------------------------------------- | ----------------------------------------- | ------- |
| в том числе:                              | Городское население                       | 241 599                                   | Процент городского населения, %           | 100                                       |         |
|                                           | Сельское население                        | 0                                         | Процент сельского населения, %            | 0                                         |         |
|                                           | Мужское население                         | 116 882                                   | Процент мужского населения, %             | 48,38                                     |         |
|                                           | Женское население                         | 124 717                                   | Процент женского населения, %             | 51,62                                     |         |
| Плотность населения, чел./км²             | Плотность населения, чел./км²             | Плотность населения, чел./км²             | Плотность населения, чел./км²             | Плотность населения, чел./км²             | 4474,1  |
| Население коммуны в % к населению области | Население коммуны в % к населению области | Население коммуны в % к населению области | Население коммуны в % к населению области | Население коммуны в % к населению области | 3,40    |

| Динамика изменения населения коммуны | Динамика изменения населения коммуны | Динамика изменения населения коммуны | Динамика изменения населения коммуны |
| ------------------------------------ | ------------------------------------ | ------------------------------------ | ------------------------------------ |
| 1992                                 | 2002                                 | 2012                                 | 2017                                 |
| 179 781                              | 216 060▲                             | 237 862▲                             | 241 599▲                             |